# Herrerianismo

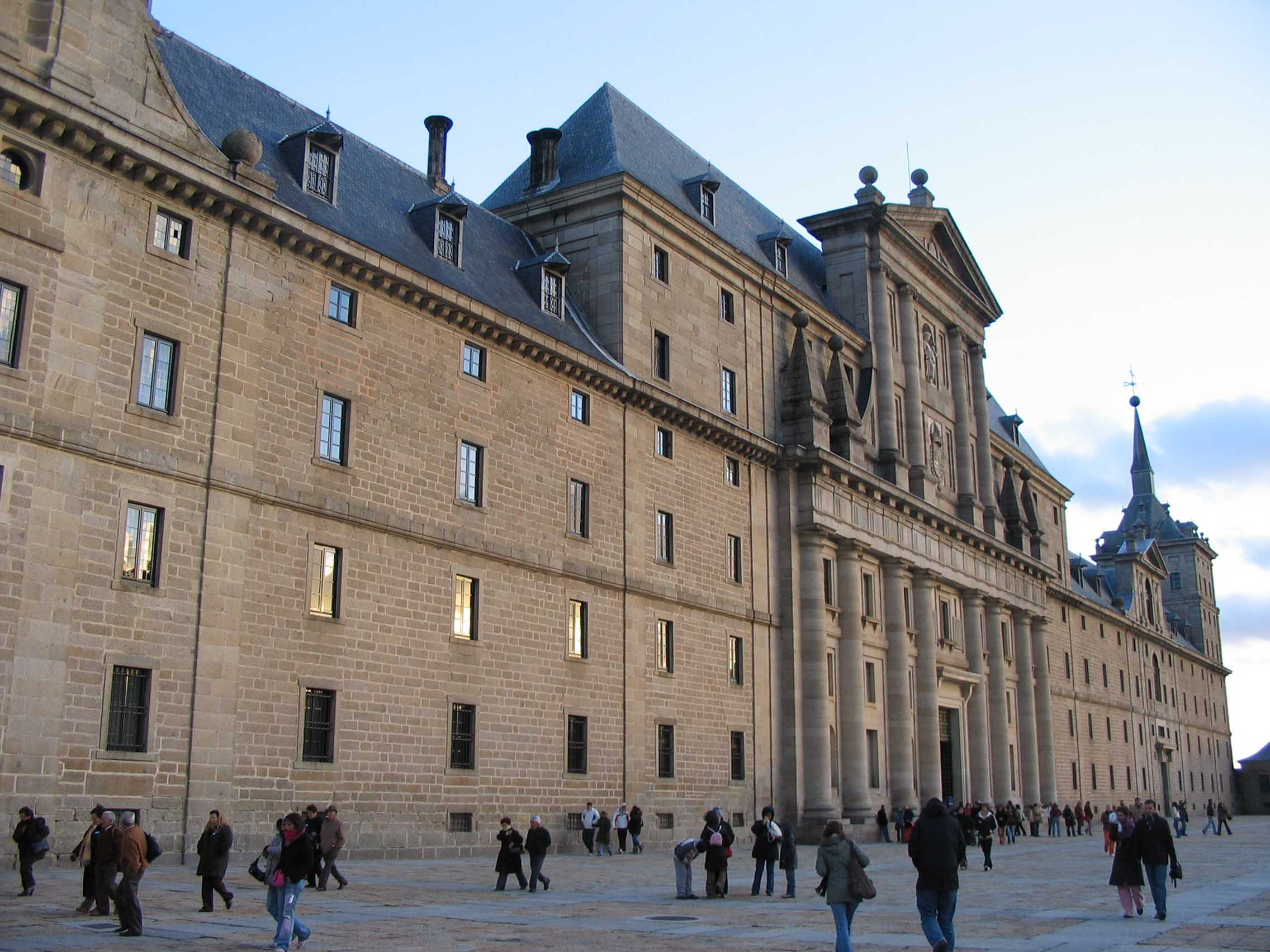
El Escorial, exemplo de arquitetura herreriana.

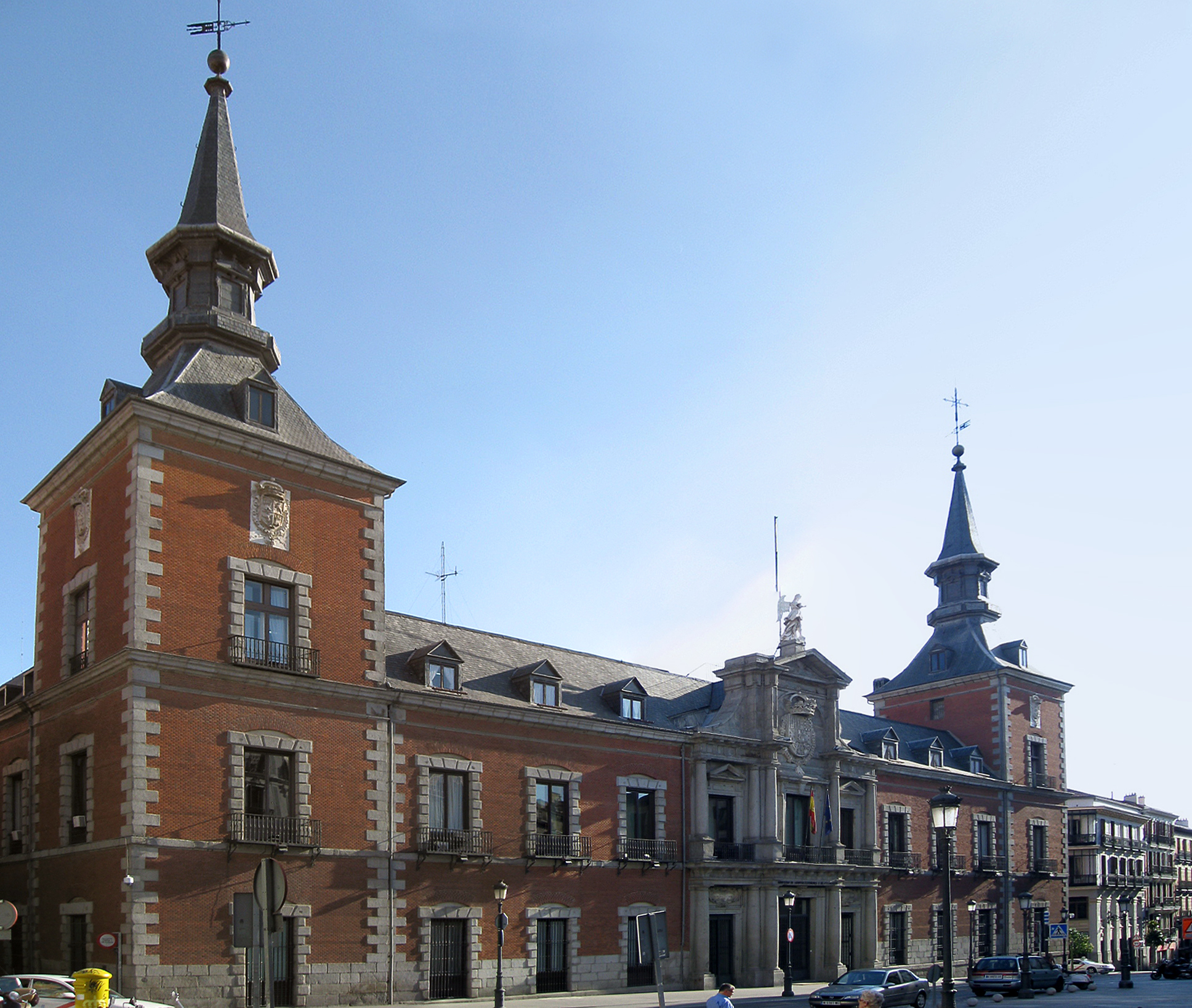
Palácio de Santa Cruz, Madrid

O Estilo Herreriano ou herrerianismo é um estilo de arquitectura que resulta da evolução do plateresco até ao purismo clássico, enquadrando-se dentro da arquitetura renascentista. Deve o seu nome ao seu principal representante, Juan de Herrera, autor do Mosteiro do Escorial.
O estilo herreriano caracteriza-se pela sua geometria e pela sua ausência quase total de ornamentação, sendo na sua época denominado estilo desornamentado. As grandes obras deste estilo impressionam pela sua severa grandiosidade. O estilo herreriano foi a arquitetura oficial dos monarcas espanhóis da Casa de Áustria a partir de Filipe II e difundiu-se depressa, não somente pela Península Ibérica mas também pela América. A arquitetura herreriana, ou o estilo de Herrera é caracterizada pelo rigor geométrico, a relação matemática entre os vários elementos arquitetônicos, volumes limpos, o predomínio da parede do vão e da quase total ausência de decoração, razão pela qual em sua tempo foi chamado desornamentado estilo. Também conhecido como estilo de El Escorial, referindo-se ao edifício que serve como um paradigma para este movimento arquitetônico.
Os edifícios herrerianos conhecidos pela sua amplitude grave, conseguida através do equilíbrio de formas cúbicas, de preferência, que estão dispostas simetricamente na estrutura. Eles geralmente têm decks de madeira forrada de pedra ardósia exterior, e torres laterais, encimados por pináculos piramidais  chamados "pináculos de Madri" de forte inspiração do norte da Europa, que introduzem um elemento de verticalidade, enquanto ajuda a reforçar o sentimento de grandeza.
Algumas obras características, além do citado Mosteiro do Escorial, são a Catedral de Valladolid (Espanha), o conjunto da Vila Ducal de Lerma (Burgos), o Colégio de Nossa Senhora da Antiga (Monforte de Lemos) ou a Igreja de São Sebastião em Villacastín (Espanha).